# Frank Engel
Frank Engel (nacido en Luxemburgo, 10 de mayo de 1975) es un político luxemburgués y diputado en el Parlamento Europeo elegido en 2009. Es miembro del Partido Popular Europeo (PPE) y del Partido Popular Social Cristiano (CSV) de Luxemburgo.

## Biografía
Engel acabó sus estudios primarios y secundarios en la ciudad de Diekirch en Luxemburgo antes de ir a Bélgica para estudiar derecho en la Universidad Libre de Bruselas (ULB). Luego continuó sus estudios en la Universidad de Metz en Francia de donde se licenció en derecho privado. Fue durante sus estudios que Frank Engel empezó su actividad política. Se hizo miembro del comité nacional de las Juventudes Socialcristianas (CSJ), la rama juvenil del Partido Socialcristiano (CSV) de Luxemburgo. Posteriormente, fue también presidente de la Federación Europea de Estudiantes Demócrata-cristianos (1996-1997) y vicepresidente de "European Democrat Students", la asociación estudiantil del PPE (1999-2000).
Frank Engel empezó su carrera como consultor independiente y luego como jefe de redacción de CODEX, un sitio web jurídico. En 1999 se hizo asistente de Jacques Santer al Parlamento Europeo y desde 2001 hasta 2009 fue secretario general del grupo político CSV en el Parlamento luxemburgués. En 2009 fue candidato por primera vez en las elecciones del Parlamento Europeo y fue elegido.

## Carrera política
Frank Engel es el eurodiputado más joven de su país y el jefe de la delegación luxemburguesa del PPE.
En el Parlamento Europeo, Frank Engel es miembro de las siguientes comisiones y delegaciones:
- La comisión de Libertades Civiles, Justicia y Asuntos de Interior (LIBE)
- La delegación para las Relaciones con el Parlamento Panafrícano
- La delegación en la Asamblea Parlamentaria Paritaria ACP-UE

Es también miembro suplente de tres otras comisiones y delegaciones:
- La comisión de Mercado Interior y Protección del Consumidor (IMCO)
- La comisión especial sobre la Delincuencia Organizada, la Corrupción y el Blanqueo de Dinero (CRIM)
- La delegación para las Relaciones con la Península de Corea.

En el pasado fue miembro de la comisión de Empleo y Asuntos Sociales (EMPL), de la comisión especial de Crisis Financiera (CRIS), Económica y Social y de la comisión especial sobre retos políticos (SURE).
Frank Engel ha escrito tres libros sobre los asuntos europeos:
- Europa en la Gran Crisis – Un Drama en Tres Actos ('Europa in der großen Krise: Ein Drama in drei Akten') en 2009[7]
- 'Superar la Deuda – Un Presupuesto por el Euro' ('Die Schulden überwinden - Ein Haushalt für den Euro') en 2012[8]
- 'Manifesto por unos Estados Unidos de Europa' ('Projet de Manifeste pour les États-Unis d'Europe') en 2013[9]

Además es cónsul honorario de Armenia en Luxemburgo desde 2006. Contribuyó también en 2013 con el capítulo "The Karabakh Dilemma: Right to Self-Determination, Imperative of Territorial Integrity, or a Caucasian New Deal?" al libro "Europe's Next Avoidable War: Nagorno-Karabakh".